# T5 Zaunkönig
A T5 Zaunkönig német torpedó volt, amelyet a második világháború idején használt a német haditengerészet (Kriegsmarine). Az első akusztikus torpedók közé tartozott, először  1943 szeptemberében alkalmazták sikeresen.

## Leírása
A típus alapvetően a német haditengerészet nagy számban alkalmazott G7e elektromos torpedóin alapult. A fő innováció a T5 esetében az akusztikus célkereső volt, amelyet úgy állítottak be, hogy 24,5 kiloherz frekvenciájú hangforrást keressen. Ez a frekvencia megfelelt a konvojt kísérő hadihajó hajócsavarja által keltett hanghulláménak.
A továbbfejlesztett Zaunkönig II-es típust úgy állították be, hogy kijátssza a szövetségesek által alkalmazott Foxer zajt keltő csőkötegeket. Amikor a torpedó érzékelte a Foxert maga előtt, akkor félkörívben kikerülte. Amikor már a hajócsavarokat érzékelte maga előtt, szintén megtett egy félkört, hogy a hajó oldalába csapódjon. A torpedó hatósugara 5700 méter volt 24-25 csomós sebesség mellett.

## Alkalmazás
A világháború folyamán nagyjából 700 Zaunköniget lőttek ki a német tengeralattjárók, amelyek 11 százaléka célba talált. A Zaunkönig II alkalmazásának egyik előnye az volt, hogy 50 méteres mélységből is indítható volt. Ez által kisebb valószínűséggel érzékelhették a tengeralattjárókat a konvojt védő hadihajók.